# جورد (أبعلي)
جورد (بالفارسية: جورد) هي مستوطنة و قرية تقع في إيران في قسم أبعلي الريفي. يقدر عدد سكانها بـ 653 نسمة بحسب إحصاء 2016.